# Gus Greensmith
Fergus Greensmith (Mánchester, Inglaterra, 26 de diciembre de 1996), más conocido como, Gus Greensmith, es un piloto de rally británico que actualmente compite en el Campeonato Mundial de Rally a bordo de un Škoda Fabia RS Rally2 del equipo Toksport WRT.

## Trayectoria
Gus Greensmith fue portero en las inferiores del Manchester City y piloto de karting antes de ser piloto de rallies. Como piloto de karting, hizo su carrera en Mánchester, participó en el Campeonato Mundial de Karting CIK-FIA U18 en 2012, compitiendo junto a Charles Leclerc, Ben Barnicoat y Joey Mawson, entre otros. 
En 2014, Greensmith ganó el Campeonato Británico de Rally en la Clase 3 y en la categoría Júnior. Además esta temporada hizo su debut en el Campeonato mundial de rally corriendo en su rally de casa en Gran Bretaña. Pilotando un Ford Fiesta R2 terminó el rally en la 42.º posición, mientras que en su clase (RC4) terminó tercero.   
En 2015, Greensmith participó en el Drive DMACK Fiesta Trophy siendo el más joven de 11 pilotos participantes de la copa. Logró dos buenos cuartos puestos en Portugal y Polonia, a estos resultados le siguieron dos abandonos por accidentes en Finlandia y Alemania, cerrando su participación en el campeonato con un séptimo puesto en Cataluña. Además en esta temporada volvió a participar en el Rally de Gran Bretaña, esta vez siendo copilotado por Alex Gelsomino, el histórico copiloto de Ken Block.
En 2016, Greensmith volció a ser parte de la Drive DMACK Fiesta Trophy. En la primera prueba en Portugal se vio obligado a retirarse debido a una avería mecánica, en Polonia terminó en la cuarta posición y en Finlandia volvió a ser acecado por las averías mecánicas. Luego de ese segundo abandono, Greensmith terminó sexto en Alemania previo a la concreción de su primer podio en el Rally Cataluña. Greensmith fue elegido por M-Sport World Rally Team para correr con ellos el Rally de Gran Bretaña de WRC-2 en un vehículo de tracción total. En su primera experiencia con el Ford Fiesta R5 finalizó el rally en la 12.ª posición. 
En 2017, Greensmith se convirtió en piloto oficial de M-Sport World Rally Team para el WRC-2. En su primera temporada en el WRC-2, Greensmith terminó puntuando en cinco de los siete rallys que disputoó, logrando su mejor resultado en el Rally de Suecia en donde terminó en la quinta posición. 
En 2018, Greensmith fue renovado por el M-Sport World Rally Team para la temporada 2018, corriendo nueve rallys, siete dentro del WRC-2. En el Rally de México, Greensmith terminó el rally en la segunda posición en el WRC-2 y noveno en la general, consiguiendo anotar puntos en el Campeonato Mundial de Rally por primera vez en su carrera. Además consiguió otros tres podios más: terminó segundo en Argentina y tercero en Finlandia y en casa, en Gran Bretaña. En noviembre, Greensmith tuvo la oportunidad de probar por primera vez el World Rally Car+ del M-Sport, el Ford Fiesta WRC, en unos test que tenían como finalidad tomar nota de las cualidades que tiene al volante de uno de los coches de rallies más poderosos de la historia.
En 2019, M-Sport Ford WRT eligió a Greensmith como uno de los pilotos que los representaria en la nueva categoría WRC-2 Pro. En el primer rally de este campeonato en Montecarlo, Greensmith se impuso al joven prodigio finlandés Kalle Rovanperä, convirtiéndose en el primer ganador de la categoría. La victoria en el principado no sería la única, ya que en Turquía ganó in extremis: en la penúltima etapa volcó y cayó a un barranco, con mucho esfuerzo junto a su copiloto Elliott Edmondson lograrón sacarlo y tras realizar algunas reparaciones de emergencia llegaron a meta con 29.4 segundos de ventaja sobre Jan Kopecký, consiguiendo la primera victoria del Ford Fiesta R5 Mk. II. En esta temporada además hizo su debut a bordo del World Rally Car de M-Sport, el Ford Fiesta WRC en Portugal. En la cita lusa, Greensmith abandonó a causa de un aparatoso accidente en la última especial de Fafe. Esta no fue el único rally de Greensmith con el Fiesta WRC ya que piloto los rallys de Finlandia y Alemania como reemplazó del lesionado Elfyn Evans.
En 2020, Greensmith fue oficializado como tercer piloto del M-Sport Ford WRT con un programa parcial de nueve rallys. Disputó los rallys de Montecarlo y México antes del abrupto parate por la pandemia de Covid-19. Luego del reinicio del campeonato, Greensmith disputó los siguientes cuatro rallys, logrando su mejor resultado hasta la fecha en el Rally de Turquía en donde terminó en la quinta posición gracias a los problemas de los principales favoritos. 
En 2021, Greensmith disputó su primera temporada completa en el Campeonato Mundial de Rally a bordo de un World Rally Car. Esta temporada vio una buena versión de Greensmith: dio gala de regularidad al terminar tres cuartos de las pruebas en los puntos pero sin poder tener la velocidad suficiente ni él, ni el Ford Fiesta WRC para luchar por los podios.
Greensmith se mantuvo en las filas del M-Sport Ford WRT para la temporada 2022 en los albores de la nueva normativa Rally1. En su primer rally a bordo del nuevo Ford Puma Rally1 en Montecarlo, Greensmith ganó su primera etapa en un rally al ganar la séptima especial de Guillaumes / Péone / Valberg 2.

## Victorias

### Victorias en el WRC-2 Pro
| # | Rally                               | Temp. | Copiloto         | Automóvil             |
| - | ----------------------------------- | ----- | ---------------- | --------------------- |
| 1 | 87ème Rallye Automobile Monte-Carlo | 2019  | Elliot Edmondson | Ford Fiesta R5        |
| 2 | 12. Rally Turkey Marmaris           | 2019  | Elliot Edmondson | Ford Fiesta R5 Mk. II |

### Victorias en el WRC-2
| # | Rally                           | Temp. | Copiloto        | Auto                  |
| - | ------------------------------- | ----- | --------------- | --------------------- |
| 1 | 19.º Rally Guanajuato México    | 2023  | Jonas Andersson | Škoda Fabia RS Rally2 |
| 2 | 56.º Vodafone Rally de Portugal | 2023  | Jonas Andersson | Škoda Fabia RS Rally2 |
| 3 | 72nd Safari Rally Kenya         | 2024  | Jonas Andersson | Škoda Fabia RS Rally2 |
| 4 | 73rd Safari Rally Kenya         | 2025  | Jonas Andersson | Škoda Fabia RS Rally2 |

## Resultados

### Campeonato Mundial de Rally
| Año  | Equipo                   | Automóvil             | 1       | 2      | 3      | 4      | 5       | 6       | 7       | 8       | 9       | 10      | 11      | 12      | 13     | 14    | Pos.  | Puntos |
| ---- | ------------------------ | --------------------- | ------- | ------ | ------ | ------ | ------- | ------- | ------- | ------- | ------- | ------- | ------- | ------- | ------ | ----- | ----- | ------ |
| 2014 | Gus Greensmith           | Ford Fiesta R2        | MON     | SWE    | MEX    | POR    | ARG     | ITA     | POL     | FIN     | GER     | AUS     | FRA     | ESP     | GBR 42 |       | NC    | 0      |
| 2015 | Gus Greensmith           | Ford Fiesta R2T       | MON     | SWE    | MEX    | ARG    | POR 36  | ITA     | POL 40  | FIN Ret | GER Ret | AUS     | FRA     | ESP 57  | GBR 55 |       | NC    | 0      |
| 2016 | Gus Greensmith           | Ford Fiesta R2        | MON     | SWE    | MEX    | ARG    | POR Ret | ITA     | POL 35  | FIN Ret | GER 63  | CHN C   | FRA     | ESP 24  |        |       | NC    | 0      |
| 2016 | M-Sport World Rally Team | Ford Fiesta R5        |         |        |        |        |         |         |         |         |         |         |         |         | GBR 34 | AUS   | NC    | 0      |
| 2017 | MSRT                     | Ford Fiesta R5        | MON     | SWE 16 | MEX    | FRA    | ARG     | POR 20  | ITA     | POL 22  | FIN 32  | GER Ret | ESP 45  | GBR 17  | AUS    |       | NC    | 0      |
| 2018 | Gus Greensmith           | Ford Fiesta R2T       | MON Ret | SWE    |        |        |         |         |         |         |         |         |         |         |        |       | 23.º  | 2      |
| 2018 | MSRT                     | Ford Fiesta R5        |         |        | MEX 9  | FRA 13 | ARG 12  | POR 18  | ITA     | FIN 13  | GER Ret | TUR Ret | GBR 11  | ESP     | AUS    |       | 23.º  | 2      |
| 2019 | M-Sport Ford WRT         | Ford Fiesta R5        | MON 7   | SWE 19 | MEX    | FRA    | ARG 15  | CHL 12  |         | ITA 42  |         |         |         |         |        |       | 15.º  | 9      |
| 2019 | M-Sport Ford WRT         | Ford Fiesta WRC       |         |        |        |        |         |         | POR Ret |         | FIN Ret | GER 9   |         |         |        |       | 15.º  | 9      |
| 2019 | M-Sport Ford WRT         | Ford Fiesta R5 Mk. II |         |        |        |        |         |         |         |         |         |         | TUR 10  | GBR 33  | ESP 15 | AUS C | 15.º  | 9      |
| 2020 | M-Sport Ford WRT         | Ford Fiesta WRC       | MON 63  | SWE    | MEX 9  | EST 8  | TUR 5   | ITA 25  | MNZ Ret |         |         |         |         |         |        |       | 11.º  | 16     |
| 2021 | M-Sport Ford WRT         | Ford Fiesta WRC       | MON 8   | ART 9  | CRO 7  | POR 5  | ITA 26  | SAF 4   | EST 32  | BEL 47  | GRE 5   | FIN 6   | ESP 6   | MNZ 8   |        |       | 9.º   | 64     |
| 2022 | M-Sport Ford WRT         | Ford Puma Rally1      | MON 5   | SWE 5  | CRO 15 | POR 19 | ITA 7   | SAF 14  | EST Ret | FIN 7   | BEL 19  | GRE 29  | NZL Ret | ESP Ret | JPN 6  |       | 10.º  | 44     |
| 2023 | Toksport WRT             | Škoda Fabia RS Rally2 | MON     | SWE    | MEX 6  | CRO 14 | POR 6   | ITA Ret | SAF     | EST Ret | FIN Ret | GRE 8   | CHL 7   | EUR 14  | JPN    |       | 13.º  | 26     |
| 2024 | Toksport WRT             | Škoda Fabia RS Rally2 | MON     | SWE    | SAF 6  | CRO 11 | POR Ret | ITA     | POL 17  | LAT 13  | FIN Ret | GRE Ret | CHL 10  | EUR 12  | JPN    |       | 19.º* | 7*     |
| 2025 | Gus Greensmith           | Škoda Fabia RS Rally2 | MON 12  | SWE    | SAF 6  | ESP    | POR     | ITA     | GRE     | EST     | FIN     | PAR     | CHL     | EUR     | JPN    | SAU   | 11.º* | 8*     |

* Temporada en curso.

### Drive DMACK Cup
| Año  | Equipo         | Automóvil       | 1       | 2     | 3       | 4       | 5     | Pos. | Puntos |
| ---- | -------------- | --------------- | ------- | ----- | ------- | ------- | ----- | ---- | ------ |
| 2015 | Gus Greensmith | Ford Fiesta R2T | POR 4   | POL 4 | FIN Ret | GER Ret | ESP 7 | 6.º  | 48     |
| 2016 | Gus Greensmith | Ford Fiesta R2T | POR Ret | POL 4 | FIN Ret | GER 6   | ESP 2 | 4.º  | 52     |

### WRC-2
| Año  | Equipo                   | Automóvil             | 1   | 2     | 3     | 4     | 5       | 6     | 7     | 8     | 9       | 10      | 11     | 12    | 13     | 14  | Pos. | Puntos |
| ---- | ------------------------ | --------------------- | --- | ----- | ----- | ----- | ------- | ----- | ----- | ----- | ------- | ------- | ------ | ----- | ------ | --- | ---- | ------ |
| 2016 | M-Sport World Rally Team | Ford Fiesta R5        | MON | SWE   | MEX   | ARG   | POR     | ITA   | POL   | FIN   | GER     | CHN C   | FRA    | ESP   | GBR 12 | AUS | NC   | 0      |
| 2017 | MSRT                     | Ford Fiesta R5        | MON | SWE 5 | MEX   | FRA   | ARG     | POR 6 | ITA   | POL 7 | FIN 8   | GER Ret | ESP 13 | GBR 6 | AUS    |     | 11.º | 36     |
| 2018 | MSRT                     | Ford Fiesta R5        | MON | SWE   | MEX 2 | FRA   | ARG 2   | POR 8 | ITA   | FIN 3 | GER Ret | TUR Ret | GBR 3  | ESP   | AUS    |     | 4.º  | 70     |
| 2023 | Toksport WRT             | Škoda Fabia RS Rally2 | MON | SWE   | MEX 1 | CRO 6 | POR 1   | ITA   | SAF   | EST   | FIN Ret | GRE 2   | CHL 2  | EUR 4 | JPN    |     | 2.º  | 111    |
| 2024 | Toksport WRT             | Škoda Fabia RS Rally2 | MON | SWE   | SAF 1 | CRO   | POR Ret | ITA   | POL 9 | LAT   | FIN Ret | GRE Ret | CHL 3  | EUR   | JPN    |     | 9.º  | 42     |
| 2025 | Gus Greensmith           | Škoda Fabia RS Rally2 | MON | SWE   | SAF 1 | ESP   | POR     | ITA   | GRE   | EST   | FIN     | PAR     | CHL    | EUR   | JPN    | SAU | 3.º  | 25     |

### WRC-2 Pro
| Año  | Equipo           | Automóvil             | 1     | 2     | 3   | 4   | 5     | 6     | 7   | 8     | 9      | 10  | 11    | 12    | 13    | 14    | Pos. | Puntos |
| ---- | ---------------- | --------------------- | ----- | ----- | --- | --- | ----- | ----- | --- | ----- | ------ | --- | ----- | ----- | ----- | ----- | ---- | ------ |
| 2019 | M-Sport Ford WRT | Ford Fiesta R5        | MON 1 | SWE 3 | MEX | FRA | ARG 2 | CHL 3 | POR | ITA 4 |        |     |       |       |       |       | 3.º  | 137    |
| 2019 | M-Sport Ford WRT | Ford Fiesta R5 Mk. II |       |       |     |     |       |       |     |       | FIN WD | GER | TUR 1 | GBR 3 | ESP 4 | AUS C | 3.º  | 137    |